# 菲爾斯滕貝格湖

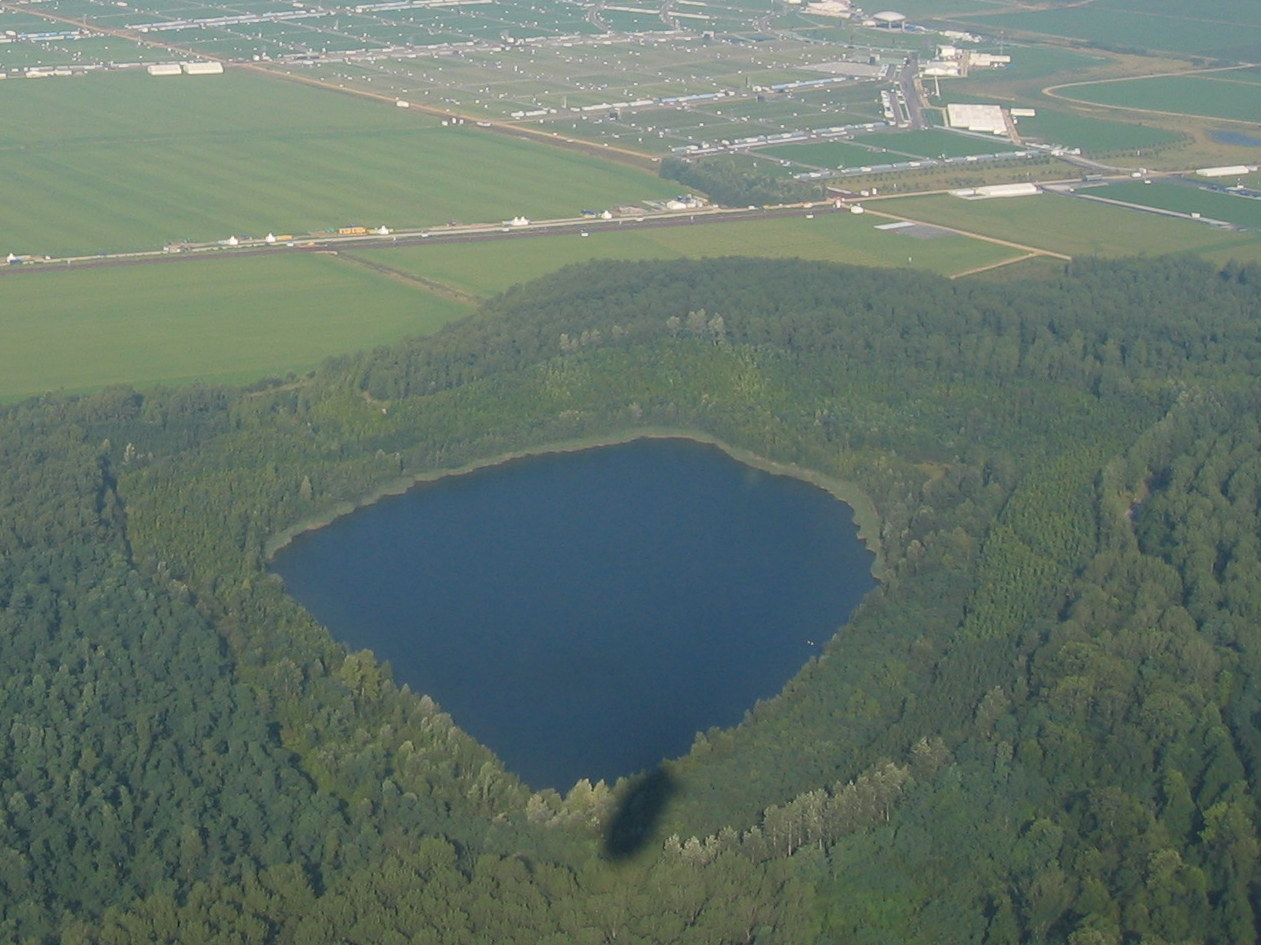

50°52′54″N 6°46′09″E / 50.881702°N 6.769123°E
菲爾斯滕貝格湖（德語：Fürstenberg-Maar），是德國的湖泊，位於該國西部，由北萊茵-威斯特法倫州負責管轄，處於萊茵-埃爾夫特縣，長0.6公里、寬0.3公里，面積0.08平方公里，最大水深6米。